# Apholidoptera
Apholidoptera is een geslacht van rechtvleugeligen uit de familie sabelsprinkhanen (Tettigoniidae). De wetenschappelijke naam van dit geslacht is voor het eerst geldig gepubliceerd in 1953 door Maran.

## Soorten
Het geslacht Apholidoptera omvat de volgende soorten:
- Apholidoptera kurda Uvarov, 1916
- Apholidoptera pietschmanni Ebner, 1912